# Farmahorro
Farmahorro es una cadena de farmacias de Venezuela fundada en 1907. Fue adquirida por Grupo Mistral en el 2004. Sus principales competidores son Farmacias Saas, Locatel y Farmatodo.

## Historia
A partir 1907, los hermanos Belloso comenzaron a abrir los primeros establecimientos, que desde diferentes zonas del país, iniciaron el negocio de distribución de medicamentos a nivel nacional. En 1925 abren la Botica Nueva, que inició un próspero negocio que daría paso a Farmahorro. 
Es en el año 1951 cuando nace la cadena de Farmacias S.A. Nacional Farmacéutica (SANFAR), innovando con un moderno modelo de comercialización de medicamentos, orientado a locales con exhibición.
En el año 2004, el Grupo Mistral adquiere Farmahorro, dándole el empuje tecnológico y logístico necesario para hacerlas crecer aún más y ayudándola a alcanzar los estándares de demanda del mercado de la Venezuela actual.
Como parte de su modernización, en el 2008 Farmahorro se relanza en el mercado con una imagen renovada y nuevos atributos que redefinieron su significado y destino. Hoy la cadena cuenta con 89 tiendas en 37 ciudades del país, tiene un catálogo propio de productos para el cuidado e higiene del bebé, cuidado personal y del hogar.

## Críticas
La empresa fue crítica por implementar el control regulador de productos por medio de cédula de identidad y captahuella. Igualmente la cadena fue acusada durante 2015 por el gobierno venezolano por "especulación" tras un "margen excesivo" de ganancia en diferentes productos.